# Werner Teupser
Herbert Werner Teupser (* 17. Juni 1895 in Leipzig; † 2. Januar 1954 in München) war ein deutscher Kunsthistoriker. Er war Direktor des Museums der Bildenden Künste in Leipzig.

## Leben und Werk
Nach archäologischen Reisen nach Italien studierte Teupser mittlere und neuere Kunstgeschichte an der Universität Leipzig bei August Schmarsow, Rudolf Wackernagel und Adolph Goldschmidt. Bei Wilhelm Pinder wurde er 1921 in Leipzig mit seiner Arbeit Die deutsch-römische klassizistische Landschaft vom Ende des 18. Jahrhunderts promoviert. Der Erforschung der italienischen Kunst blieb Teupser zeit seines Lebens verbunden.
1923 wurde Teupser Mitarbeiter und 1929 Direktor des Museums der Bildenden Künste und zugleich künstlerischer Leiter und ab 1939 Geschäftsführer des Leipziger Kunstvereins. Teupser war in der Zeit des Nationalsozialismus an der Arisierung jüdischen Kunstbesitzes in Leipzig beteiligt. Er galt als gemäßigt und war bestrebt, enteignete Werke zu sichern und in den Bestand des Museums umzuleiten.
In der Mitte der 1920er Jahre war er Leipzig-Korrespondent der Kunstzeitschrift Der Cicerone, in den 1950er Jahren schrieb Teupser zahlreiche Beiträge für die Neue Deutsche Biographie (NDB).